# Sayacatangara
Sayacatangara (Thraupis sayaca) är en fågel i familjen tangaror inom ordningen tättingar.

## Utseende
Sayacatangaran är en stor tangara med relativt kraftig näbb. Fjäderdräkten är rätt smutsigt blågrå med mörkare blå vingar. Arten liknar blågrå tangara men har mer färglös fjäderdräkt och saknar dennas vita skuldror. Den påminner också om blåskuldrad tangara, men saknar blått på skuldrorna och den mörka fläcken framför ögat.

## Utbredning och systematik
Sayacatangara delas in i tre underarter med följande utbredning:
- Thraupis sayaca boliviana – förekommer i tropiska nordvästra Bolivia (Río Beni till Río Mapiri)
- Thraupis sayaca obscura – förekommer från centrala och södra Bolivia till västra Argentina
- Thraupis sayaca sayaca – förekommer från Paraguay till östra Brasilien, sydöstra Peru, Uruguay och nordöstra Argentina

### Släktestillhörighet
Arten placeras traditionellt i Thraupis. Genetiska studier har dock visat att Thraupis är inbäddat i Tangara. Vissa väljer att därför inkludera dem i Tangara, medan andra istället delar upp Tangara i flera släkten och behåller Thraupis som ett eget släkte.

## Levnadssätt
Sayacatangaran hittas i en rad olika miljöer, från skogsbryn till jordbruksbygd, stadsparker och trädgårdar.

## Status
Arten har ett stort utbredningsområde och beståndet anses stabilt. Internationella naturvårdsunionen IUCN listar den därför som livskraftig (LC).

## Namn
Sayaca kommer av Saí-acú, "mycket livlig (fågel)" på tupíspråket och används för olika sorters tangaror.

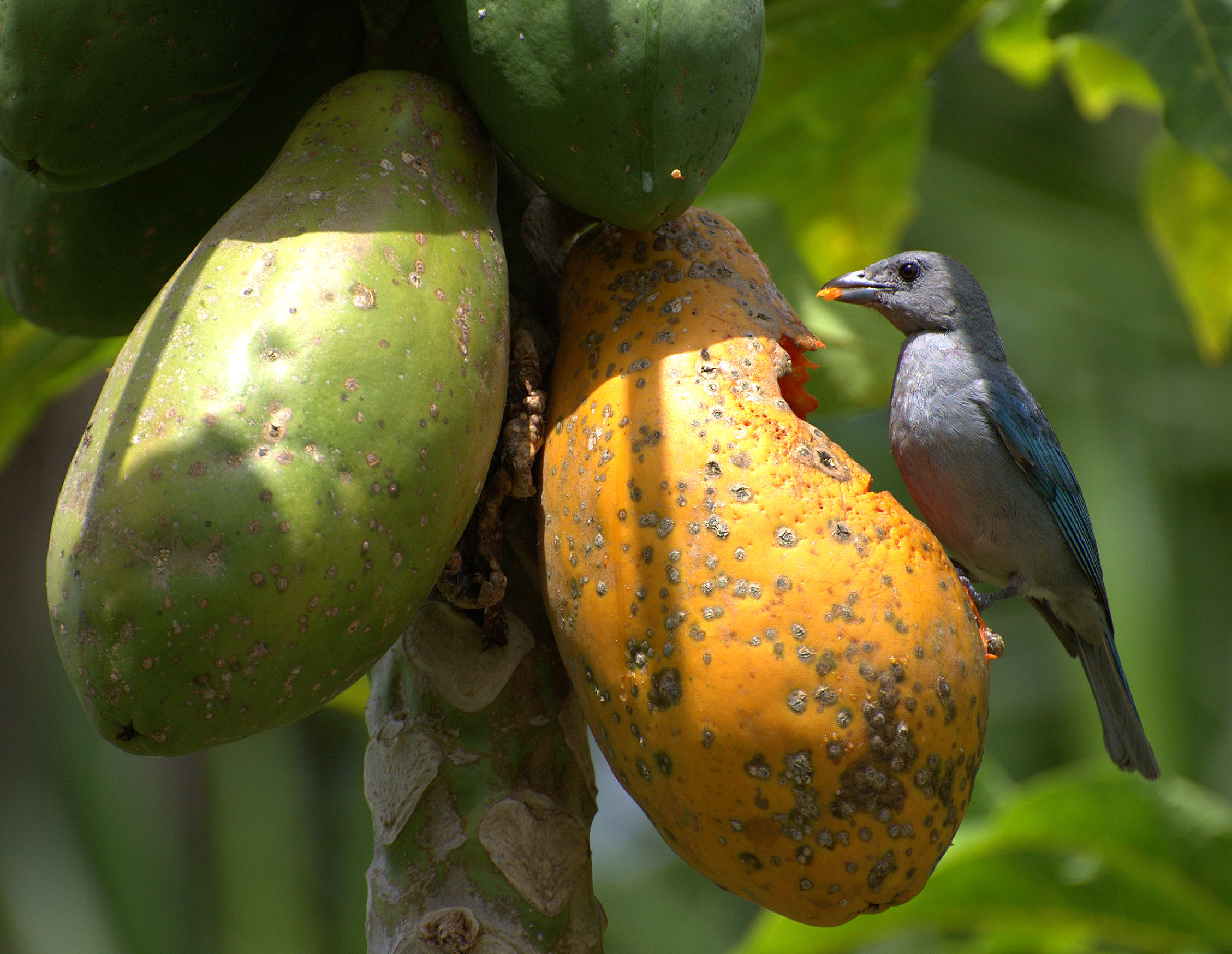
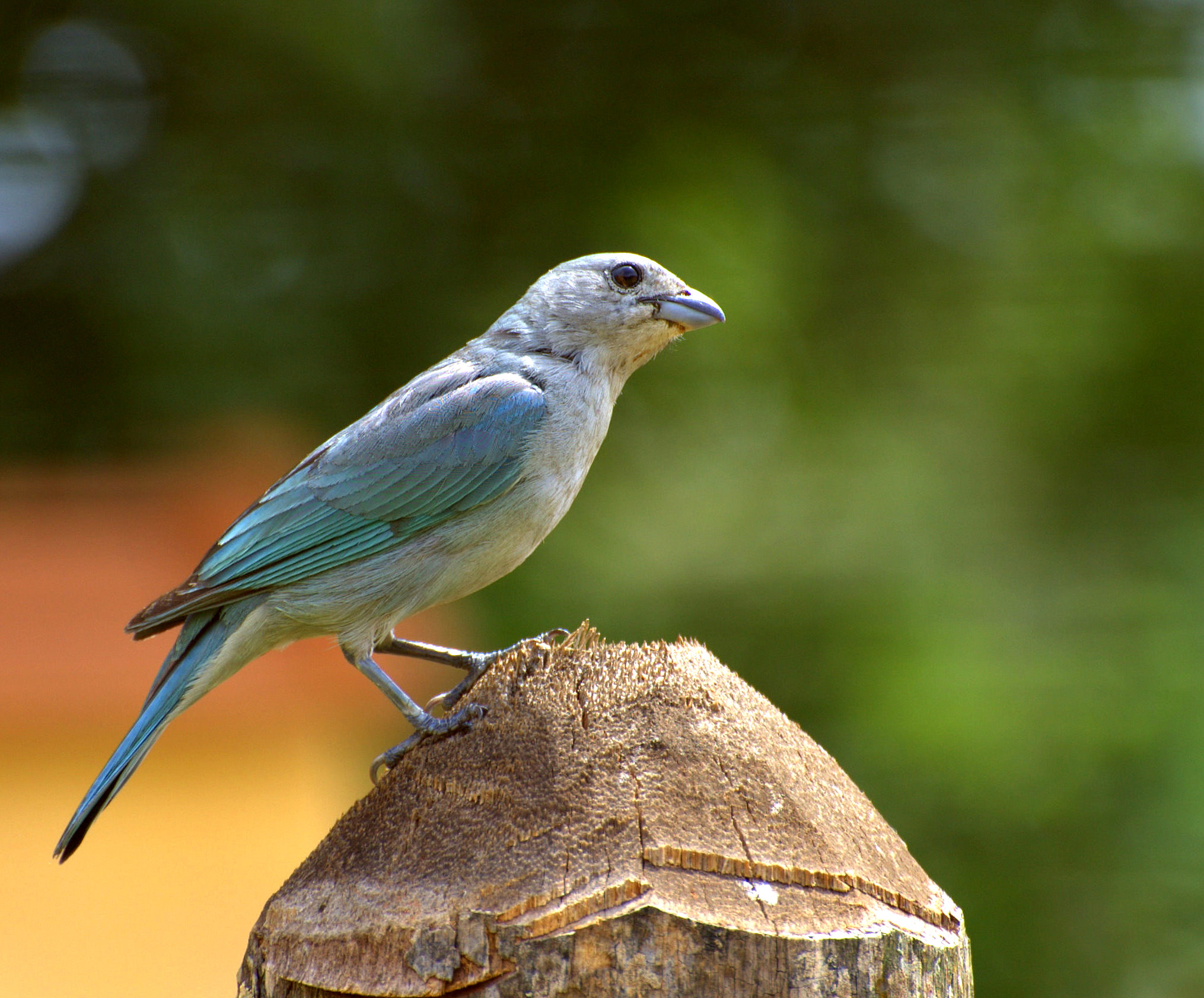